# جيمس أنتوني فرود
جيمس أنتوني فرود زميل الجمعية الملكية لإدنبرة (23 أبريل 1818 - 20 أكتوبر 1894) هو مؤرخ إنجليزي وروائي وكاتب سيرة ذاتية ومحرر لمجلة فريزر. من نشأته وسط حركة أكسفورد الأنجلو كاثوليكية، كان فرود يعتزم أن يصبح رجل دين، لكن الشكوك حول مذاهب الكنيسة الأنجليكانية، التي نُشرت في روايته الفاضحة التي صدرت عام 1849 بعنوان عدو الإيمان، دفعته إلى التخلي عن حياته الدينية. تحول فرود إلى كتابة التاريخ، وأصبح أحد أشهر المؤرخين في عصره لكتابه تاريخ إنجلترا من سقوط وولسي إلى هزيمة الأسطول الإسباني.
مستوحاة من توماس كارلايل، كانت كتابات فرود التاريخية غالبًا جدلية جدًا، ما أكسبه عددًا من المعارضين الصريحين. استمر فرود في إثارة الجدل حتى وفاته من أجل حياة كارلايل، والتي نشرها جنبًا إلى جنب مع كتابات شخصية لتوماس وجين ويلش كارلايل. سلطت هذه المنشورات الضوء على شخصية كارلايل الأنانية في كثير من الأحيان، وأدت إلى ثرثرة مستمرة ومناقشة مشاكل الزوجين الزوجية.

## حياته وأعماله

### النشأة والتعليم (1818-1842)
كان جيمس ابن روبرت هوريل فرودي، رئيس شمامسة توتنيس، وزوجته مارغريت سبيدنج (توفيت عام 1821). ولد جيمس أنتوني في دارتينغتون، ديفون، في 23 أبريل 1818. كان الأصغر من بين ثمانية أطفال، بما في ذلك المهندس والمعماري البحري ويليام فرود والمنظر الأنجلو-كاثوليكي ريتشارد هوريل فرود، الذي كان يكبره بخمسة عشر عامًا. وبحلول السنة الثالثة لجيمس، ماتت والدته وخمسة من أشقائه بسبب السل، تاركةً جيمس لما وصفه كاتب السيرة هربرت بول بأنه لطفولة بلا حب ولا بهجة مع والده البارد المنضبط وشقيقه ريتشارد. درس جيمس في مدرسة وستمنستر من سن 11 حتى بلغ 15؛ هناك تعرض للتنمر والتعذيب. على الرغم من تعاسته وفشله في التعليم الرسمي، كان فرود يقدّس الكلاسيكيات ويقرأ على نطاق واسع في التاريخ واللاهوت.
ابتداءً من عام 1836، تلقى تعليمه في كلية أوريل بأكسفورد، التي كانت مركز النهضة الكنسية التي تسمى الآن حركة أكسفورد. هنا بدأ فرود في التحسن على المستوى الشخصي والفكري، بدافع النجاح من خلال ارتباط قصير في عام 1839 (على الرغم من أن والد المرأة قطع هذا الأمر). حصل على الدرجة الثانية عام 1840 وسافر إلى ديلجاني، أيرلندا كمدرس خاص. عاد إلى أكسفورد عام 1842، وفاز بجائزة المستشار الإنجليزي لمقال عن الاقتصاد السياسي، وانتخب زميلًا في كلية إكستر.

### التطور الديني والردّة (1842-1849)
كان ريتشارد هوريل، شقيق فرود، أحد قادة حركة أكسفورد، وهي مجموعة دعت إلى التفسير الكاثوليكي بدلًا من التفسير البروتستانتي للكنيسة الأنجليكانية. نشأ فرود وهو يسمع محادثة وأفكار شقيقه مع أصدقائه جون هنري نيومان وجون كيبل، على الرغم من أن قراءته الخاصة وفرت له مسافة معتبرة عن الحركة.
خلال الفترة التي قضاها في أكسفورد وأيرلندا، أصبح فرود غير راضٍ بشكل متزايد عن الحركة. تعارضت تجربة فرود في العيش مع رجل دين إنجيلي في أيرلندا مع توصيف الحركة للبروتستانتية، وقد خيبته ملاحظاته عن الفقر الكاثوليكي. لقد تحول بشكل متزايد إلى الآراء الدينية غير التقليدية لكتاب مثل سبينوزا، وديفيد فريدريش شتراوس، ورالف والدو إيمرسون، وغوته، وخاصة توماس كارلايل.
احتفظ فرود بانطباع إيجابي عن نيومان، ومع ذلك، دافع عنه في الجدل حول الورقة 90 ولاحقًا في مقالته إصلاح مكافحة أكسفورد (المنشورة عام 1881). وافق فرود على المساهمة في كتاب نيومان حول حياة القديسين الإنجليز، واختيار القديس نيوت كموضوع له. ومع ذلك، وجد نفسه غير قادر على الاعتماد على روايات نيوت أو أي قديس آخر، واعتبرها في نهاية المطاف أسطورية وليست تاريخية، وهو اكتشاف هز إيمانه الديني.
ومع ذلك، رُسم فرود شماسًا في عام 1845، وكان ينوي في البداية المساعدة في إصلاح الكنيسة من الداخل. ومع ذلك، سرعان ما وجد وضعه غير مقبول؛ على الرغم من أنه لم يفقد إيمانه بالله أو بالمسيحية، إلا أنه لم يعد قادرًا على الخضوع لعقائد الكنيسة. بدأ في نشر شكوكه الدينية علنًا من خلال أعماله شبه السيرية ظلال السحب، التي نُشرت في عام 1847 تحت الاسم المستعار زيتا، ونواميس الإيمان، التي نُشرت باسمه الخاص في عام 1849. أثار كتاب نواميس الإيمان على وجه الخصوص عاصفة من الجدل، وحُرق علنًا في أكسفورد، في كلية إكستر، من قبل ويليام سيويل، واعتبرتها صحيفة مورنينج هيرالد دليل الخيانة. اضطر فرود إلى الاستقالة من الزمالة، وسحب المسؤولون في كلية لندن عرض الماجستير في هوبارت تاون، أستراليا، حيث كان فرود يأمل في العمل أثناء إعادة النظر في وضعه. هرب فرويد من الاحتجاجات الشعبية بإقامته مع صديقه تشارلز كينجسلي في إلفراكومب.
أكسبته محنته تعاطف أقرانه، مثل جورج إليوت وإليزابيث جاسكل، وبعد ذلك السيدة همفري وارد. كانت رواية روبرت إلسمير الشهيرة للسيدة وارد عام 1888 مستوحاة إلى حد كبير من هذه الحقبة من حياة فرود.

### تاريخ إنجلترا (1870-1850)
في إلفراكومب، التقى فرود وتزوج شارلوت جرينفيل، أخت زوجة كينجسلي، ابنة باسكو جرينفيل. انتقل الزوجان أولًا إلى مانشستر ثم إلى شمال ويلز عام 1850، حيث عاش فرود بسعادة، بدعم من أصدقائه آرثر هيو كلوف وماثيو أرنولد. منع من ممارسة مهنة سياسية بسبب القيود القانونية المفروضة على الشمامسة (وهو منصب كان في ذلك الوقت غير قابل للمحو من الناحية القانونية)، قرر متابعة مهنة أدبية. بدأ بكتابة مراجعات ومقالات تاريخية، مع منشورات متفرقة فقط حول مواضيع دينية، لمجلة فريزر ومجلة وستمنستر. سرعان ما عاد فرود إلى إنجلترا، حيث عاش في لندن وديفونشاير، من أجل البحث في كتابه عن تاريخ إنجلترا من سقوط وولسي إلى هزيمة الأسطول الإسباني، والذي عمل فيه على مدار العشرين عامًا التالية. عمل على نطاق واسع مع سلطات المخطوطات الأصلية في مكتب التسجيل، هاتفيلد هاوس، وقرية سيمانكاس، إسبانيا.
تميزت كتابات فرود التاريخية بمعالجتها الدرامية وليس العلمية للتاريخ، وهو نهج شاركه فرود مع كارلايل، وأيضًا من خلال نية فرويد للدفاع عن الإصلاح الإنجليزي (الذي أكد أنه المفصل الذي تحول عليه كل التاريخ الحديث؛ اقتباسات في بول 1906، وخلاص إنجلترا) ضد تفسيرات المؤرخين الكاثوليك. ركز فرود على شخصيات مثل هنري الثامن وإليزابيث الأولى، على الرغم من أنه أصبح غير موات بشكل متزايد لإليزابيث خلال فترة بحثه. علاوة على ذلك، أعرب بشكل مباشر عن كراهيته لروما واعتقاده بضرورة خضوع الكنيسة للدولة. نتيجة لذلك، عندما نُشرت المجلدات الأولى من تاريخ فرويد في عام 1856، أثارت حفيظة الليبراليين (الذين شعروا أن تصوير فرود لهنري الثامن بالاستبداد) ورجال الكنيسة العليا في أكسفورد (الذين عارضوا موقفه من الكنيسة)؛ جرى التعبير عن هذا العداء في مراجعات من الحوليات المسيحية ومراحعات إدنبرة. حقق العمل نجاحًا شائعًا، ومع ذلك، فقد ساعده نبذ فرود عن رواياته المبكرة عام 1858 على استعادة الكثير من التقدير الذي فقده في عام 1849. بعد وفاة توماس ماكولاي في عام 1859، أصبح فرويد أشهر مؤرخ حي في إنجلترا.